# Pálóci György
Pálóci György (eredetileg: Pálóczi ? – Esztergom, 1439. május 10.) esztergomi érsek, főkancellár, a Zsigmond királyt támogató főúri liga tagja, a Pálóci családból elsőként lett a prelátus tagja.

## Élete
Pálóci Péter fia, Pálóci Domokos leleszi prépost unokaöccse. Testvérei Imre, Máté és Hedvig. 1400 előtt szepesi kanonok, majd Zsigmond király préposttá nevezte ki. 1401–1419 között szepesi prépost. IX. Bonifác pápa elfogadta a káptalan tiltakozását a kinevezése ellen. A káptalan ellenállása miatt, helyettest állított, és külföldre ment tanulni. 1408-tól a krakkói, 1409-től a Bécsi Egyetem hallgatója, 1412-ben a jogi karra iratkozott be.
A király 1419 elején erdélyi püspökké nevezte ki, V. Márton pápa megerősítette. 1423-tól esztergomi érsek. 1424-ben kapta meg a palliumot. 1431-ben képviselőt küldött a bázeli zsinatra. 1432–1433-ban és 1436–1437-ben Zsigmond király távollétében az ország teljhatalmú kormányzója volt. Élete végén Zsigmond rábízta a Szent Korona őrzését. 1437-ben megkoronázta Habsburg Albertet, aki Drégely várát 1438-ban örökjogon Pálóci György esztergomi érseknek adományozta, Drégely, Hídvég és Hont helységekkel, valamint a sipéki birtokrésszel együtt. Az oklevélben Drégely és Hídvég mint oppidumok szerepeltek. 1437-től öccse Máté (Mátyus) halála után a nádori széken folyó perek bírája volt. 1438–1439-ben királyi kancellár.
Utóda a királyi kancellárságban 1440 Rozgonyi Simon, a szepesi prépostságban 1419 után Késmárki György, Erdélyben 1424-ben Csanádi Balázs, Esztergomban 1440-ben Szécsi Dénes.

## Pálóczi-kódexek
Pálóci György esztergomi érsekhez két gazdagon díszített, címerét és bejegyzését is tartalmazó, 1435 körül készült kódex is köthető:  Egyik a róla elnevezett és az Országos Széchényi Könyvtárban található Missale (Missale Strigoniense, 1484), mely nyolc figurális, és több filigrándíszes iniciálét, továbbá növényi indákból kialakított lapszéldíszeket tartalmaz és melyet egy bejegyzés szerint később az esztergomi Szent Adalbert-székesegyház egyik oltárának ajándékoztak. A másik Salzburgban, az Egyetemi Könyvtárban található Breviárium, melynek miniatúrái kvalitásosabbak. A címlapon látható, angyalok által tartott címert Pálóci 1435-től használta ilyen formában. Ezt az imakönyvet összesen 45 figurális, többek között Szent Istvánt és Szent Lászlót ábrázoló iniciálé díszíti. Ikonográfiai szempontból pedig azért jelentős, mert a legkorábbi, magyar személy számára készített, Napba öltözött Asszony-ábrázolás található benne.